# Waleriane Gaprindaszwili
Waleriane Gaprindaszwili, gruz. ვალერიანე გაფრინდაშვილი (ur. 16 stycznia 1982) – gruziński szachista, arcymistrz od 2002 roku.

## Kariera szachowa
Największe sukcesy w karierze odniósł jako nastolatek. W 1993 (w Szombathely) i 1994 r. (w Băile Herculane) dwukrotnie zdobył tytuły mistrza Europy juniorów do 12 lat, natomiast w 1995 r. (w São Lourenço) – tytuł mistrza świata do 14 lat.
W 2000 r. wypełnił dwie normy arcymistrzowskie na międzynarodowych turniejach w Ałuszcie (w jednym dzieląc I m. wspólnie z Aleksandrem Riazancewem i Pawłem Eljanowem, a w drugim zajmując II m. za Andrejem Kawalouem). W 2001 r. zwyciężył (wspólnie z Peterem Endersem i Ibragimem Chamrakułowem) w Oldenburgu, natomiast w 2002 r. zdobył tytuł wicemistrza Gruzji juniorów do lat 20, był najlepszym zawodnikiem reprezentacji Gruzji podczas meczu z Turcją (wspólnie z Tamazem Gelaszwilim i Badurem Dżowabą zdobyli po 9½ w 12 partiach) oraz wypełnił trzecią normę arcymistrzowską, dzieląc II m. w otwartym turnieju w Kocaeli (za Michaiłem Gurewiczem, wspólnie z Antoanetą Stefanową, Szachrijarem Mamediarowem, Wasylem Spasowem, Baadurem Dżobawą i Merabem Gagunaszwilim). W 2005 r. zajął II m. (za Sananem Dowliatowem) w Baku, podzielił III m. w turnieju B festiwalu Aerofłot Open w Moskwie (za Zawenem Andriasanem i Elmirem Gusejnowem) oraz zdobył w Tbilisi tytuł indywidualnego mistrza Gruzji. W 2006 r. podzielił II m. w Stambule (za Iwerim Czigladze, wspólnie m.in. z Walerijem Awieskułowem i Tornike Sanikidze) oraz zwyciężył w Adanie (wspólnie m.in. z Micheilem Mczedliszwilim i Giorgim Bagaturowem), natomiast w 2007 r. podzielił II m. w Resztcie (za Ehsanem Ghaemem Maghamim) oraz w Urmii (za Mortezą Mahjoobem).
Najwyższy ranking w karierze osiągnął 1 stycznia 2003 r., z wynikiem 2491 punktów zajmował wówczas 14. miejsce wśród gruzińskich szachistów.